# Armona (řeka)

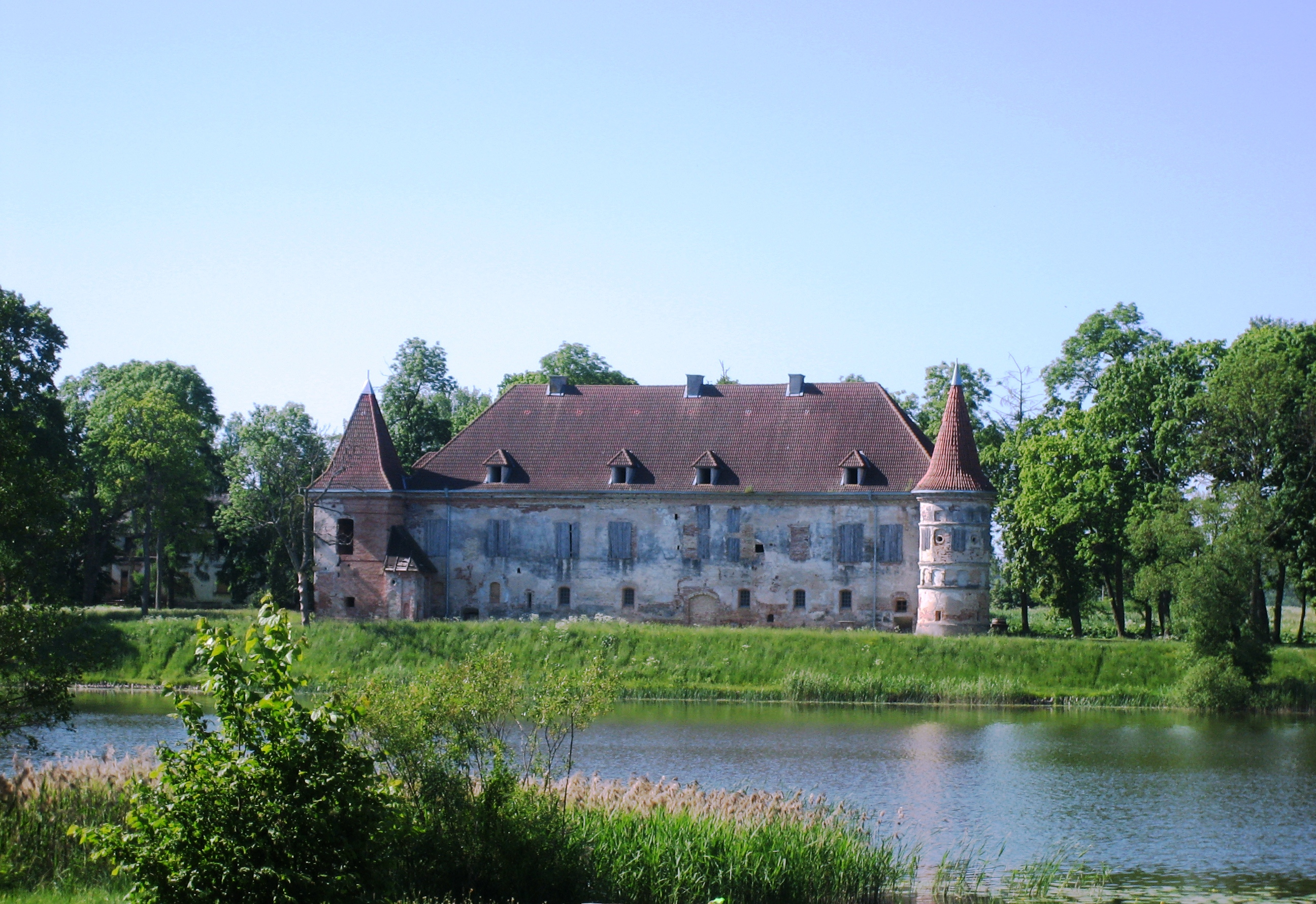
Zámek Siesikų dvaras na jižním břehu jezera Siesikų

Armona je říčka 3. řádu ve východní Litvě, v Aukštaitiji, která se vlévá 8 km na jihovýchod od okresního města Ukmergė do řeky Šventoji jako její pravý přítok 30,5 km od jejího ústí do Nerisu. Protéká okresem Ukmergė.

## Průběh toku
Teče zpočátku směrem severoseverovýchodním až do jezera Siesikų ežeras (plocha: 123,1 ha), na jehož jižním břehu (západní části) je zámek Siesikų dvaras, kde se stáčí na východ, protéká dalším jezírkem Armona, stáčí se do směru jihovýchodního, kterým pokračuje většina průběhu toku až do ústí. Míjí od jihovýchodu město Deltuva, nad vsí Dovydiškiai protéká rybníkem Dovydiškių tvenkinys a do řeky Šventoji se vlévá u vsi Dainava. U soutoku je pomník účastníkům proticarského povstání v roce 1831. Dolní tok protéká krajinnou oblastí,  dolní tok spadá do geologické rezervace Armonos draustinis, kde je cenné naleziště zbytků devonských lalokoploutvých a pancéřnatých ryb (ve výchozech břehů řeky). 
Říční údolí je zpočátku nevýrazné, ale později jeho šíře dosahuje 30–80 m, hloubka 5–8 m. V letním období horní tok často vysychá. Koryto je regulované. Šířka koryta je 5–8 m, hloubka 0,5–2,0 m, rychlost toku je 0,1–0,3 m/s, průměrný spád je 1,5 m/km, průměrný průtok je 1,25 m³/s. v dolním toku je řeka neregulovaná, koryto je užší: kolem 2 m, průměrná hloubka dolního toku je 0,4 m, proto je rychlost toku vyšší než na horním a středním toku.

## Přítoky
Levé:
| Hydrologické pořadí | Řeka       | Délka (km) | Povodí (km²) | Vzdálenost od ústí (km) | Ústí kde | Koordináty ústí |
| ------------------- | ---------- | ---------- | ------------ | ----------------------- | -------- | --------------- |
| 12211131            | Drungė     | 13,5       | 58,6         | 19,9                    |          |                 |
| 12211138            | Strauzgėlė | 14,9       | 31,2         | 16,0                    |          |                 |
| 12211142            | A – 1      | 7,8        | 11,2         | 10,8                    |          |                 |

Pravé:
| Hydrologické pořadí | Řeka      | Délka (km) | Povodí (km²) | Vzdálenost od ústí (km) | Ústí kde | Koordináty ústí |
| ------------------- | --------- | ---------- | ------------ | ----------------------- | -------- | --------------- |
| 12211137            | Juodupis  | 6,6        | 14,6         | 16,9                    |          |                 |
| 12211143            | Šventupis | 7,2        | 22,1         | 10,8                    |          |                 |
| 12211146            | Vikšupys  | 5,6        | 10,6         | 7,1                     |          |                 |
| 12211147            | Pavarklas | 7,2        | 15,4         | 1,3                     |          |                 |